# The Concert for Bangladesh
The Concert For Bangladesh es una película documental publicada en 1972 basada en el evento benéfico Concierto para Bangladés, del año anterior. Tanto el concierto ofrecido la tarde del 1 de agosto como el ofrecido por la noche fueron filmados y grabados para un álbum, con Phil Spector en la producción. El largometraje combina los dos conciertos con las preferencias fijadas por Harrison en relación con la calidad de las interpretaciones. 
El inicio de la película contiene imágenes de una conferencia de prensa ofrecida por Harrison y Shankar para la promoción del evento. En ella se puede escuchar a un reportero preguntar: "Con todos los problemas que hay en el mundo, ¿cómo ha escogido éste para hacer algo?". La respuesta de Harrison fue: "Porque fui invitado por un amigo para ver si podía ayudar, eso es todo." La escena pasa posteriormente a los exteriores del Madison Square Garden, con el reportero de la WABC-TV Geraldo Rivera entrevistando a los seguidores que esperaban al inicio del concierto.
El concierto comienza con un recital de música india a manos de Ravi Shankar y Ali Akbar Khan, introducido previamente por Harrison y con unas palabras del maestro hindú explicando la duración de la sección india. De forma adicional, Ravi Shankar pidió al público que no fumara durante la ceremonia. Al cabo de un tiempo, ambos músicos procedieron a afinar los instrumentos durante al menos 90 segundos. La audiencia respondió con un entusiasta aplauso, al cual Ravi Shankar respondió: "Gracias. Si habéis apreciado tanto la afinación, espero que disfrutéis de la interpretación aún más."
Tras un interludio en el que se muestran imágenes de los músicos acudiendo al escenario, Harrison da comienzo al recital de música rock, rodeado de una banda extensa, incluyendo dos baterías, Ringo Starr y Jim Keltner, Leon Russell en el piano, Billy Preston en el órgano, dos guitarras principales, Eric Clapton y Jesse Ed Davis, miembros del grupo Badfinger en las guitarras rítmicas, una sección de instrumentos de viento y vocalistas.

## Reedición en DVD
Una edición especial de The Concert for Bangladesh fue publicada en 2005 en formato DVD, con el concierto completo en un primer disco y un documental titulado The Concert for Bangladesh Revisited with George Harrison and Friends en el segundo. Este contiene entrevistas de Ravi Shankar, Eric Clapton, Billy Preston, Jim Keltner, Jim Horn, Leon Russell y Klaus Voormann. Asimismo, muestra la voz de George Harrison, procedente de entrevistas realizadas a lo largo de su vida, explicando la organización del concierto. Otras entrevistas incluyen al fundador de la revista Rolling Stone Jann Wenner y el organizador de Live Aid Bob Geldof, que detallan la importancia histórica del evento, así como el productor ejecutivo de Apple Corps Neil Aspinall.
El documental revela la rapidez a la hora de organizar el concierto, con Harrison haciendo llamadas entre junio y julio de 1971 para solicitar a sus amigos su presencia en el evento. La fecha del concierto, el 1 de agosto de 1971, fue elegida por tratarse del único día en que estaba disponible el Madison Square Garden. Apenas una semana antes del evento, dieron comienzo las pruebas de sonido.
En el documental se entrevistó a Ravi Shankar, a Eric Clapton, a Ringo Starr, a Billy Preston entre otros, ofreciendo el recuerdo que tiene cada uno sobre el concierto. Aparte de estas entrevistas incluye una entrevista al fundador de la revista Rolling Stone, y al organizador de Live Aid; que fue un concierto que se organizó para recaudar fondos para Etiopía en 1985, celebrándose simultáneamente en Londres y en Filadelfia, aparte de algunos actos en Sídney y en Moscú. Se retransmitió vía satélite a todo el mundo por lo que se estima que tuvo una audiencia de mil quinientos millones de personas, llegando en directo a cien países.
El segundo disco contiene material adicional sobre la producción del largometraje, la publicación del álbum y el diseño del mismo. Entre la colección de instantáneas procedentes del concierto, el fotógrafo Barry Feinstein revela que la foto usada en el recopilatorio de Dylan Bob Dylan's Greatest Hits Vol. II fue tomada durante el evento.